# ジョニー・リーチ
ジョニー・リーチ(Johnny Leach 1922年11月20日 – 2014年6月5日)は、イングランドの卓球選手。

## 人物
1949年の世界選手権ストックホルム大会でボフミル・バーナを破り世界チャンピオンになった。その後、1951年のウィーン大会で2度目の優勝を果たした。
1997年に世界卓球殿堂入りした。